# Aubria
Aubria é um género de anfíbio anuro pertencente família Pyxicephalidae.

## Espécies
- Aubria masako Ohler et Kazadi, 1990.
- Aubria subsigillata (Duméril, 1856).